# Copa del Generalíssim de futbol 1954-55
La Copa del Generalíssim de futbol 1954-55 va ser la 51ena edició de la Copa d'Espanya.

## Vuitens de final
17 i 24 d'abril. Exempts: FC Barcelona i Reial Madrid CF.
| Equip 1                 | Global | Equip 2                      | Anada | Tornada |
| ----------------------- | ------ | ---------------------------- | ----- | ------- |
| Club Athletic de Bilbao | 2-1    | Real Murcia CF               | 0-1   | 2-0     |
| Sevilla CF              | 5-3    | Cultural y Deportiva Leonesa | 3-0   | 2-3     |
| València CF             | 5-5    | UD Las Palmas                | 5-2   | 0-3     |
| Hèrcules CF             | 5-4    | Celta de Vigo                | 3-0   | 2-4     |
| Deportivo de La Coruña  | 2-2    | CD Alavés                    | 2-0   | 0-2     |
| Club Atlético de Madrid | 3-3    | Reial Valladolid             | 3-2   | 0-1     |

- Desempat

| Equip 1                   | Marcador | Equip 2          |
| ------------------------- | -------- | ---------------- |
| València CF               | 4-1      | UD Las Palmas    |
| RC Deportivo de La Coruña | 2-0      | CD Alavés        |
| Club Atlético de Madrid   | 1-1      | Reial Valladolid |
| Club Atlético de Madrid   | 1-2      | Reial Valladolid |

## Quarts de final
1 i 8 de maig.
| Equip 1                 | Global | Equip 2                | Anada | Tornada |
| ----------------------- | ------ | ---------------------- | ----- | ------- |
| Reial Madrid CF         | 5-2    | Reial Valladolid       | 1-1   | 4-1     |
| FC Barcelona            | 8-1    | Deportivo de La Coruña | 7-0   | 1-1     |
| Club Athletic de Bilbao | 10-4   | Hèrcules CF            | 5-1   | 5-3     |
| Sevilla CF              | 6-5    | València CF            | 5-1   | 1-4     |

## Semifinals
22 i 29 de maig.
| Equip 1         | Global | Equip 2                 | Anada | Tornada |
| --------------- | ------ | ----------------------- | ----- | ------- |
| FC Barcelona    | 2-4    | Club Athletic de Bilbao | 0-2   | 2-2     |
| Reial Madrid CF | 1-8    | Sevilla CF              | 1-3   | 0-5     |

## Final
| Athletic Club | 1 - 0 | Sevilla CF |
| ------------- | ----- | ---------- |
| Uribe 70'     |       |            |

## Campió
| Campions de la Copa d'Espanya 1955 |
| ---------------------------------- |
| · Athletic Club · 18è títol        |